# 拉塞勒昂科格勒
拉塞勒昂科格勒（法語：La Selle-en-Coglès，法語發音：[la sɛl ɑ̃ kɔɡl]，发音同“La Selle-en-Cogles”）是法国伊勒-维莱讷省的一个旧市镇，属于富热尔-维特雷区。2017年，拉塞勒昂科格勒与临近的2个市镇合并为新市镇莱波特迪科格莱。

## 地理
拉塞勒昂科格勒（48°26'15"N, 1°20'41"W）面积8.23 平方千米，位于法国布列塔尼大區伊勒-维莱讷省，该省份为法国西北部沿海省份，位于布列塔尼半岛东部，北濒大西洋，西接阿摩尔滨海省和莫尔比昂省，南至大西洋卢瓦尔省，西南端接曼恩-卢瓦尔省，东临马耶讷省，东北与芒什省接壤。
与拉塞勒昂科格勒接壤的市镇（或旧市镇、城区）包括：科格勒、蒙图尔、圣布里斯昂科格勒、圣艾蒂安昂科格勒。

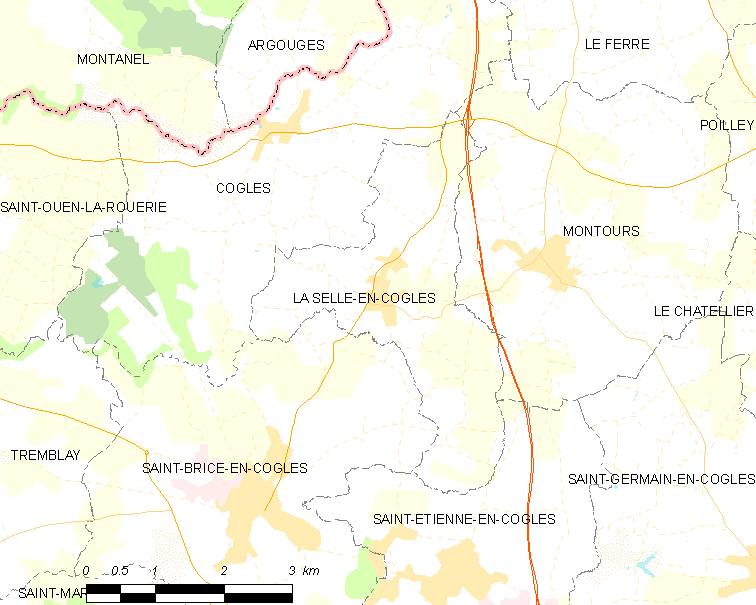
拉塞勒昂科格勒的OSM定位图

拉塞勒昂科格勒的时区为UTC+01:00、UTC+02:00（夏令时）。

## 行政
拉塞勒昂科格勒的邮政编码为35460，INSEE市镇编码为35323。

## 政治
拉塞勒昂科格勒所属的省级选区为瓦勒库埃农县。

## 人口

1962-2008年间拉塞勒昂科格勒人口变化图示

拉塞勒昂科格勒于2018年1月1日时的人口数量为592人。